# Поттерис (регион)

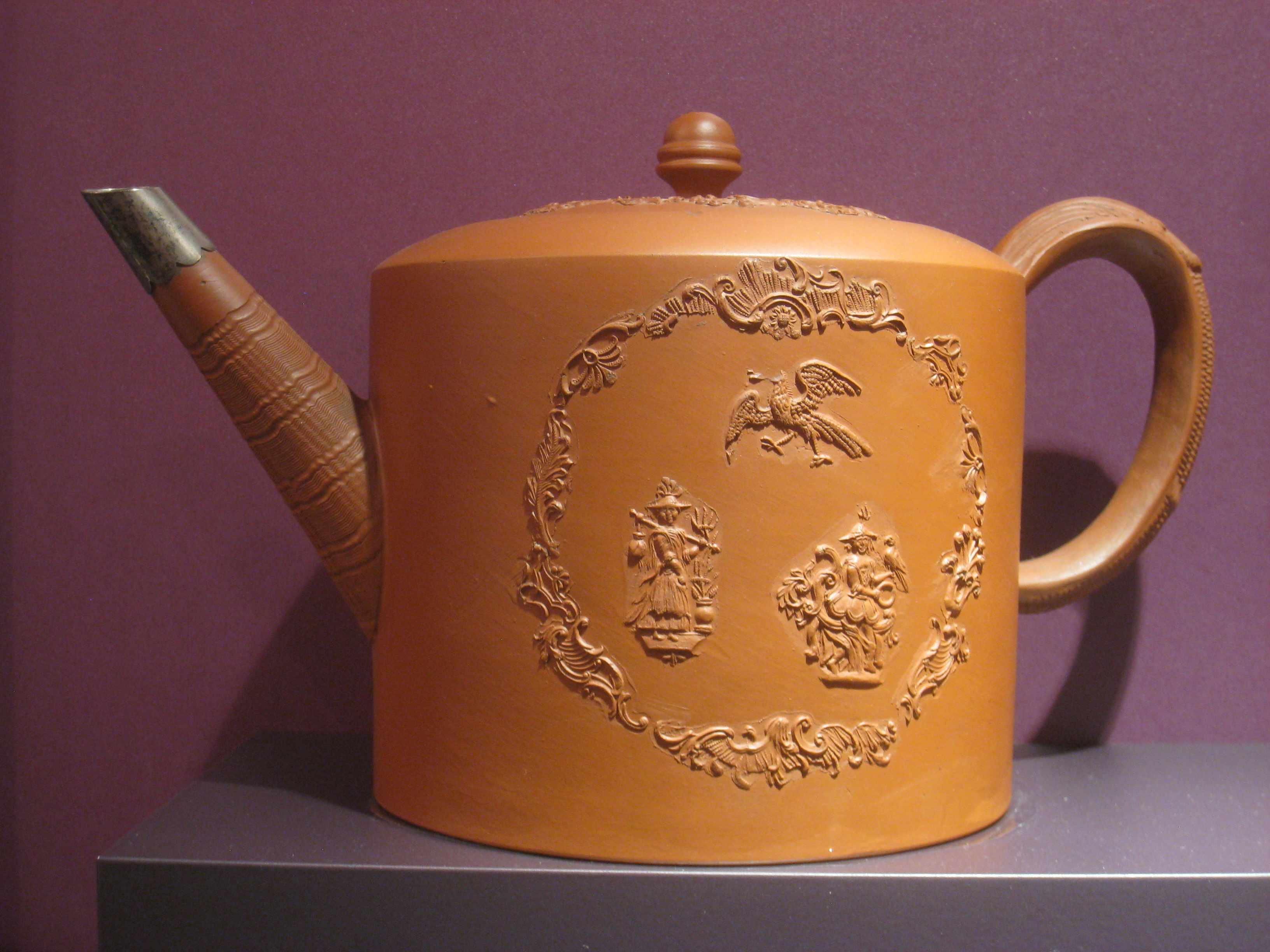
Кофейник производства региона Поттерис, 1750—1775 год

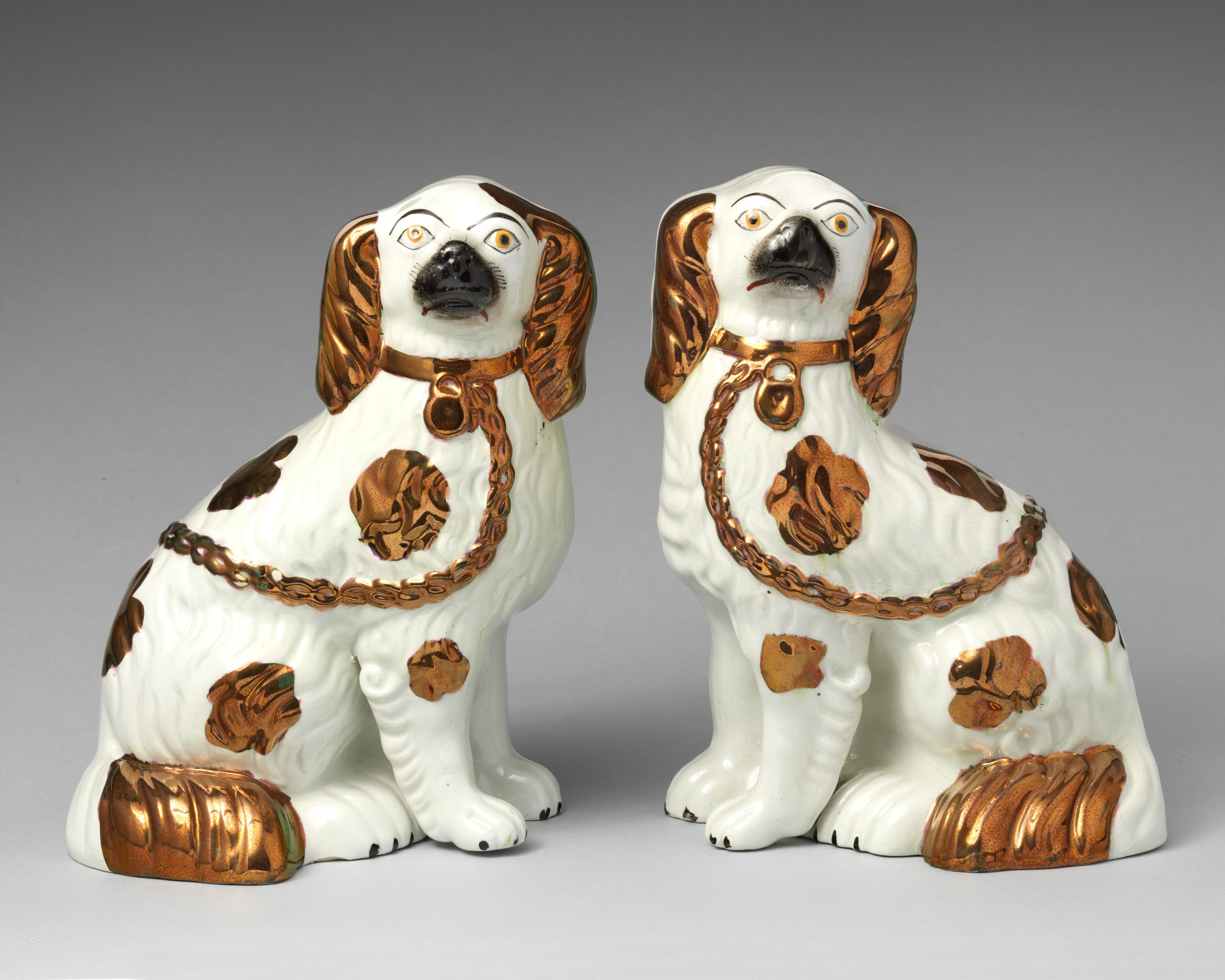
Пара «стаффордширских собак», 1830—1850 год

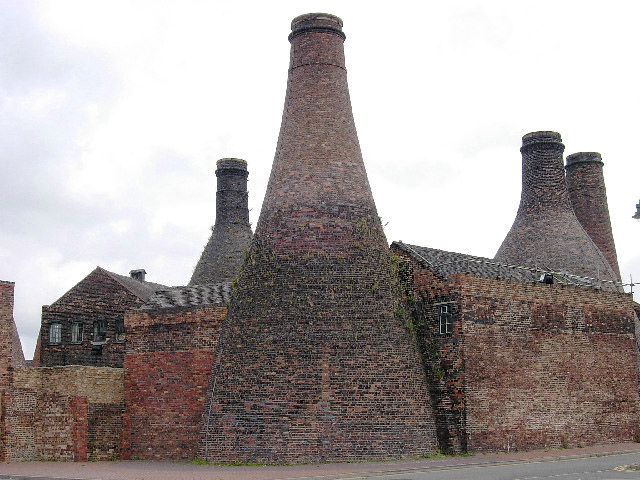
«Печи-бутылки», Музей керамики Глэдстоун

Поттерис (англ. The Potteries, англ. Staffordshire Potteries, англ. North Staffordshire Potteries) — промышленный регион в Англии, в XVII — начале XX века бывший важнейшим центром керамической промышленности Англии. Регион расположен на севере графства Стаффордшир. Центром региона был город Сток-он-Трент. Регион также охватывал городки Хенли, Тансталл, Берзлем, Лонгтон и Фентон (в настоящее время они входят в состав Сток-он-Трента).
Самой известной из фирм Поттерис была фирма Веджвуд, выпускавшая продукцию высшего класса. Однако в Поттерис выпускалась и более дешёвая продукция для массового рынка.

## История
Регион Поттерис хорошо подходил для керамического производства, поскольку здесь находились запасы подходящих глин, а неподалеку были запасы угля. С XVII века центр керамического производства Англии начал перемещаться из Лондона в регион Поттерис. До второй половины XVIII века производство в Поттерис носило ремесленный характер, основой производства были домашние мастерские. Количество работников в одной мастерской редко превышало восемь человек. Во второй половине XVIII века в регионе начали возникать крупные предприятия, например мануфактура Веджвуда, основанная в 1759 году.
Расширялся ассортимент продукции, помимо «стандартной» бытовой керамики в регионе начали выпускать фаянс, фарфор, декоративную керамику и т. д. Керамисты поттерис экспериментировали с различными формами, цветами, глазурью и т. д. Здесь производилась посуда самых разных видов и типов, а также декоративная керамика, например статуэтки. В частности, популярностью пользовались так называемые «стаффордширские собаки» (англ. Staffordshire dog figurine) — парные декоративные фигурки собак (чаще всего — спаниелей).
Регион Поттерис не имел судоходных рек, поэтому важную роль для его развития играло строительство каналов, в особенности канала Трент и Мерси (открыт в 1777 году).
Несмотря на небольшой размер региона (примерно девять миль на три мили), в XIX веке здесь была сконцентрирована большая часть керамической промышленности Англии. Так, в 1820 году в Поттерис было занято восемьдесят процентов рабочей силы, занятой в керамической промышленности Англии. В этом году в Поттерис действовало более ста сорока фирм, выпускающих керамику.

## Наследие
В городке Лонгтон (сейчас входит в состав Сток-он-Трента) расположен Музей керамики Глэдстоун (англ. Gladstone Pottery Museum). Музей занимает комплекс двух бывших керамических фабрик, Глэдстоун (англ. Gladstone) и Рослин (англ. Roslyn). В музее сохранились керамические печи, за характерную форму называемые «печи-бутылки» (англ. bottle ovens).